# Schlangenkapelle
Die Schlangenkapelle liegt im Gebiet der Gemeinde Stegen, oberhalb des Dreisamtals zwischen den Seitentälern Atten-, Witten- und Steurental im Naturpark Südschwarzwald in Baden-Württemberg und dient heute noch als Wallfahrtsort.

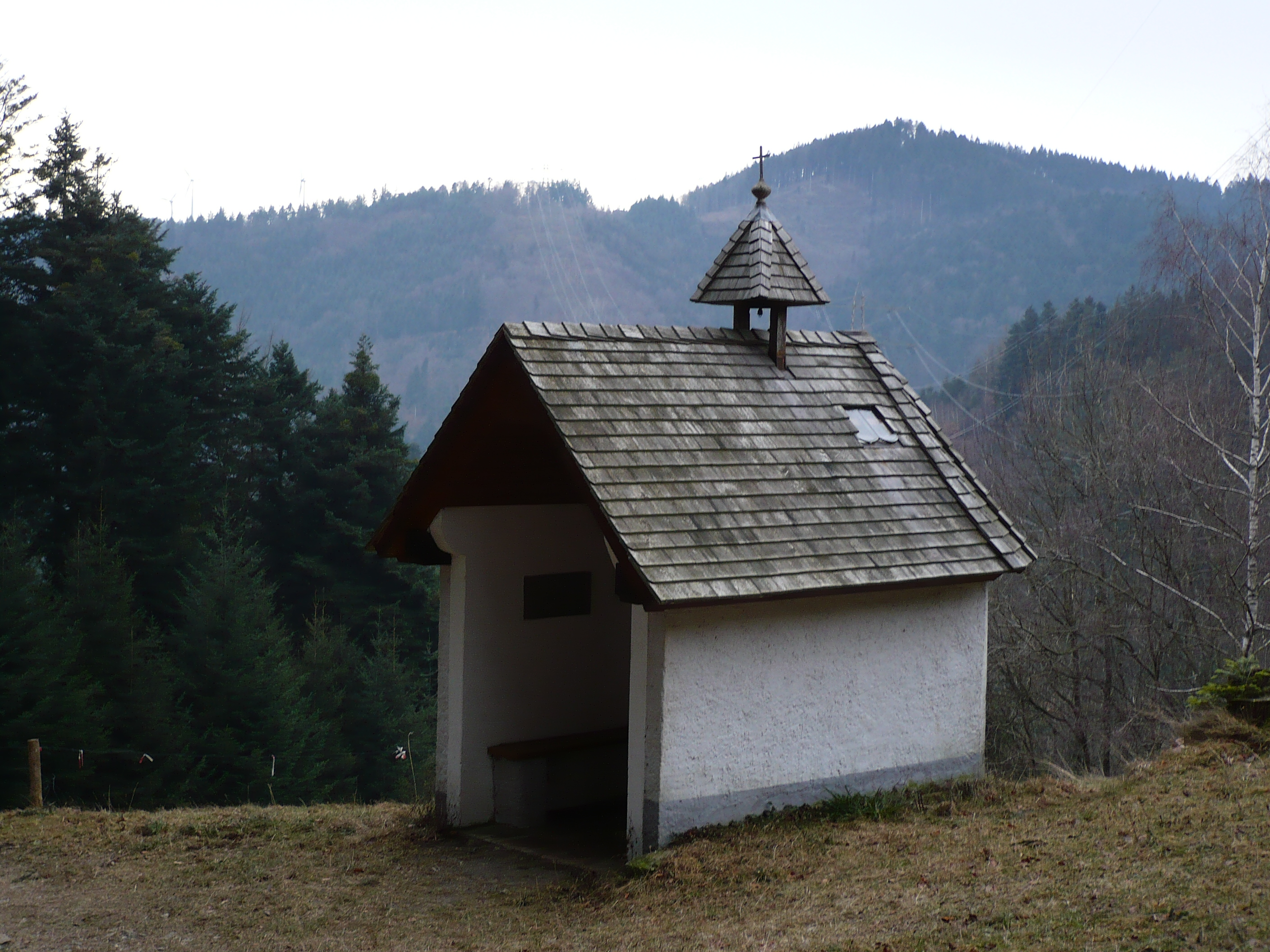
Schlangenkapelle

## Namenserklärung
Der Name der Kapelle geht auf eine Sage zurück. Danach litten die Bauern im gesamten Attental unter einer Schlangenplage, darunter auch der Henselehof. Sie gelobten, zu Ehren der Jungfrau Maria eine Kapelle zu errichten, würden sie von dieser Plage befreit werden. Sie wurden erhört und bauten dafür die Kapelle. Im Altar der Kapelle findet sich heute noch eine Immaculata, ein Marienbildnis eines Typs, für den das Bildelement einer Schlange charakteristisch ist: Maria steht auf einer Weltkugel und zertritt einer Schlange den Kopf – eigentlich als Sieg Mariens über die weltliche Sünde zu verstehen, hier jedoch im Kontext der Schlangensage umgedeutet.
Auch wenn die Namengebung hier auf eine Sage zurückgeht, finden sich an mehreren Stellen im mittleren und südlichen Schwarzwald „Schlangenkapellen“, bei denen dieselbe Ursache für ihre Entstehung angeführt wird, so z. B. in Vöhrenbach. Die Furcht vor giftigen Kreuzottern, die sich aufgrund der Wärme im Sommer an den Berghängen und im Winter im Misthaufen der Höfe aufhielten, war sehr verbreitet. Denkbar sind diese Schlangenplagen durchaus, da der Kuhdung früher nur einmal pro Jahr im Frühling auf die Felder gefahren wurde und so übers Jahr ideale Brutstätte für Nattern und Kreuzottern bot. Heute stellt sich das Problem nicht mehr in dieser Form, da die Güllegruben mehrmals pro Jahr geleert werden.
Doch noch heute finden sich zahlreiche Segens- oder Zaubersprüche sowie Sagen und Bräuche um Schlangenbeschwörungen, die vermutlich alle auf kirchliche Weihen zurückgehen. Im Kinzig- und Harmersbachtal sowie auch in Ettenheimmünster findet am 22. Februar der sog. „Peterlestag“, d. h. Petri Stuhlfeier, statt. An diesem Tag ziehen Kinder von Haus zu Haus und erhalten Süßigkeiten für ihr Sprüchlein, in dem sie dem Haus Bewahrung vor Schlangen wünschen. Der Peterlestag wird dort auch „Storchentag“ genannt, was wiederum auf eine Sage zurückgeht: Von einer Schlangenplage betroffene Menschen gelobten, sollten sie von den Schlangen erlöst werden, jedes Jahr einen guten Tag für Arme und Kinder abzuhalten. Ihre Bitte wurde erhört, denn Störche kamen und fraßen die Schlangen. In diesem Kontext überraschend ist dagegen die Sage vom Kind und der Schlange, in der letztere keine negative Rolle einnimmt. Einst teilte sich ein Kind mit einer Schlange seine Breischüssel, doch als die Mutter die Schlange totschlug, starb kurz darauf das Kind vor Gram.

## Geschichte
Bereits auf einem Plan der Freiherren von Sickingen von 1780 ist eine erste Kapelle aus Holz verzeichnet. Eine steinerne Kapelle wurde vermutlich 1882 durch Karl Thoma (1857–1924), den künftigen Bauern des Henselehofs, errichtet. Anfang der 1950er Jahre erwarb die Gemeinde Wittental die bereits verfallene Kapelle und ließ sie renovieren. Auch die Bevölkerung half dabei aktiv mit. Die Arbeiten waren 1953 beendet und die Kapelle wurde geweiht. 2003 zur 50. Wiederkehr der Weihe erhielt sie außerdem ein neues Schindeldach mit erneuertem Dachreiter für die Glocke.
Auch bei der Marienstatue handelt es sich nicht mehr um das Original: Sie wurde 1978 aus der Kapelle gestohlen und nahe der Autobahn bei Freiburg wiedergefunden. An ihrer Stelle steht heute ein Replikat und das Original lagert inzwischen im Tresor.
Bis Ende des 19. Jahrhunderts fand im Februar an Mariä Lichtmess an der Kapelle die Zeremonie der Schlangenaustreibung statt. Dazu wurden zunächst in der Kapelle mehrere Rosenkränze gebetet. Daran anschließend zogen die Bauern zurück auf ihren Höfen dreimal eine Kette um die hintere Hofeinfahrt, um den Schlangen symbolisch den Zugang zu ihrem Grundstück zu verwehren.
Eine Maiandacht findet jedes Jahr an der Kapelle statt, zu der die Gläubigen mit der Originalstatue der Madonna wallfahrten.
Seit 1955 kümmert sich die Familie Fehr vom nahe gelegenen Bauernhof Recklehof im Wittental um die Schlangenkapelle.
Die Schlangenzunft Zarten entstand aufgrund der Schlangenplage und der dadurch errichteten Schlangenkapelle, und ihre Maske hat den Schlangenbeschwörer zum Vorbild.

## Zugang
Mit dem PKW fährt man von Freiburg über Ebnet Richtung Stegen und davor links ab ins Attental. Der Wanderweg geht rechts hoch zur Kapelle, die sich zwischen dem Henslehof und dem Waseck (641 m) befindet. Weitere Wanderwege beginnen auch direkt in Stegen und sind sehr gut ausgeschildert.